# Superlove (Tinashe)
Superlove è un singolo della cantante statunitense Tinashe, il secondo estratto dal suo album in studio Joyride. È stato pubblicato il 15 luglio 2016 dalla RCA Records.

## Video musicale
Il videoclip del brano è stato pubblicato il 12 agosto 2016. È stato diretto da Hannah Lux Davis e girato a Malibù, California.

## Tracce
Download digitale
1. Superlove – 3:07 (Tinashe Kachingwe, Myron Birdsong, Christopher Stewart, Terius Nash)

Download digitale – The Remixes
1. Superlove (Shift K3Y Remix) – 4:14
2. Superlove (The Golden Pony Remix) – 3:22
3. Superlove (Frank Pole Remix) – 3:59
4. Superlove (Tampa Remix) – 2:58
5. Superlove (Cutmore Remix) – 3:38
6. Superlove (Mark Picchiotti Remix) – 3:55

## Classifiche
| Classifica (2016)      | Posizione massima |
| ---------------------- | ----------------- |
| Stati Uniti (R&B)      | 19                |
| Stati Uniti (Rhythmic) | 28                |